# Linea Schomburgk

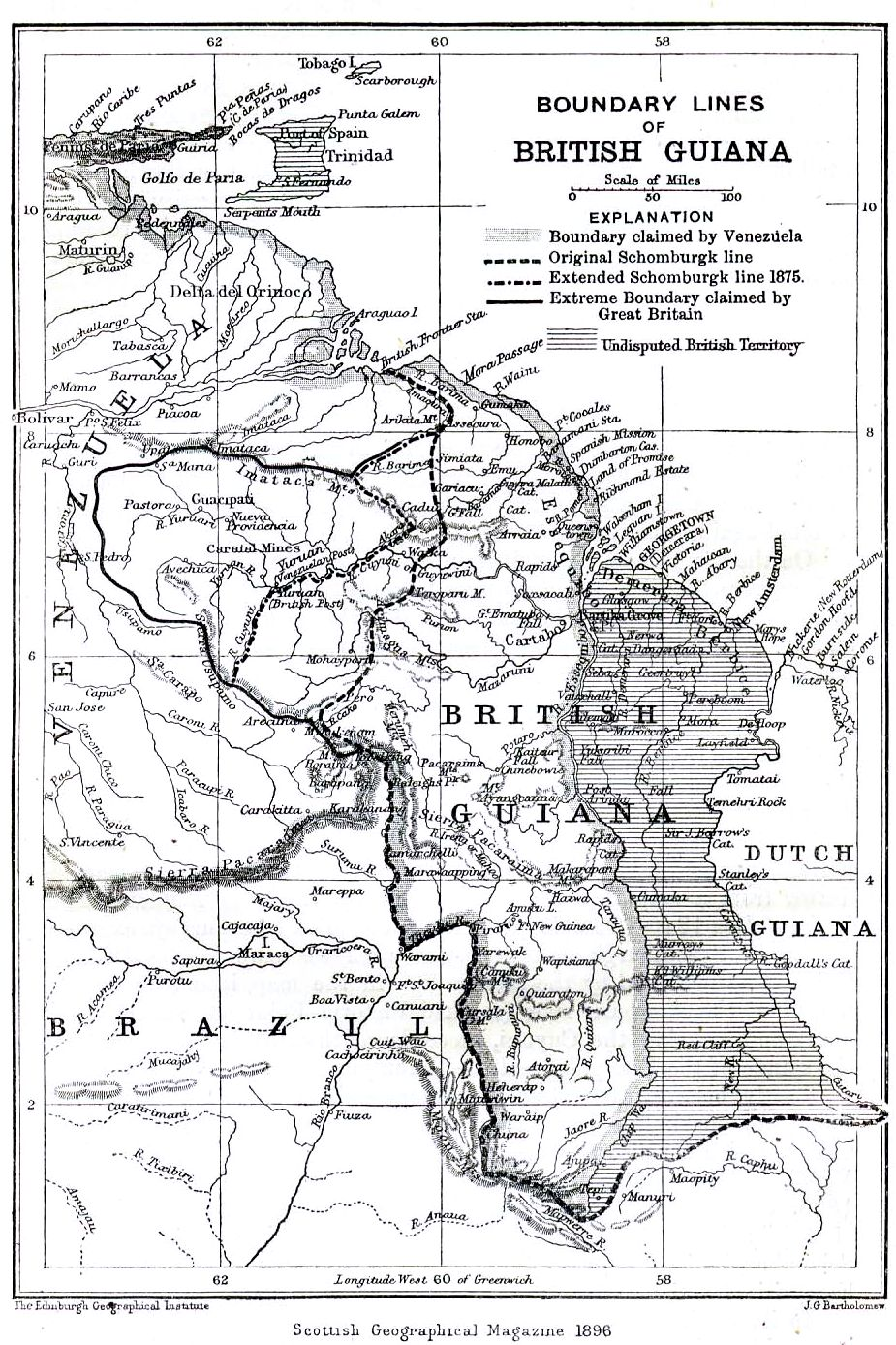
I confini della Guyana Britannica nel 1896.

La linea Schomburgk fu la demarcazione di confine creata per far fronte al problema di divisione territoriale tra Venezuela e Guyana Britannica iniziato nel XVI secolo e protrattosi fino al XIX. La linea fu chiamata in questo modo in onore dell'esploratore inglese Robert Hermann Schomburgk (1804-1865).
Nel 1835, sotto ordine della Royal Geographical Society Schomburgk venne mandato in esplorazione botanica e geografica nella Guyana. Nel 1840 il governo britannico scelse Schomburgk per fare una mappa topografica della colonia e di stabilire i suoi confini. Questo si rese necessario perché il Regno Unito aveva preso possesso delle colonie olandesi di Essequibo, Demerara, e Berbice nel 1814, e il confine occidentale con il Venezuela non era stato definito. Il confine venne chiamato linea Schomburgk, che includeva nella colonia inglese altri 80000 km².
In termini generali, la disputa era iniziata alla fine del XVI secolo quando gli spagnoli e gli inglesi erano in conflitto in questa zona del Sudamerica. Stabilire un preciso confine non era una priorità all'epoca perché il territorio era inesplorato e poco produttivo. Il problema si propose maggiormente nel 1841 quando il Venezuela protestò contro l'entrata degli inglesi in una parte del loro territorio. Il Venezuela contestò l'operato di Schomburgk osservando che il Regno Unito aveva ottenuto 80.000 km² in più di territorio, e che il confine era stabilito dal fiume Essequibo. Quando l'oro venne scoperto sul territorio il Regno Unito cercò di ottenere altre terre annettendo altri 85.000 km² alla colonia, oltre la linea Schomburgk. Nel 1876 il Venezuela smise i rapporti diplomatici con gli inglesi e si rivolse agli Stati Uniti per arbitrare la disputa. Nei 19 anni seguenti gli Stati Uniti espressero interesse ma non fecero molto per risolvere la situazione.
Nel 1895 il Segretario di Stato Richard Olney mandò una lettera al Primo Ministro inglese Lord Salisbury chiedendo che gli inglesi lasciassero il problema in mano all'arbitrato usando la Monroe Doctrine come giustificazione. Salisbury dichiarò che la Monroe Doctrine non era valida sotto la legge internazionale. Gli Stati Uniti non furono d'accordo e nel dicembre dello stesso anno il presidente Grover Cleveland chiese al Congress l'autorizzazione per creare una commissione per il confine. Il Regno Unito aveva anche altri interessi all'interno dell'impero coloniale, e decidendo di non creare problemi Lord Salisbury accettò di lasciare la disputa alla commissione americana. La commissione raggiunse un accordo il 3 ottobre 1899, stabilendo che il confine dovesse seguire la linea di demarcazione del 1835. La decisione venne contestata dal Venezuela sul motivo che vi fosse un membro russo della commissione che si comportò in maniera non appropriata.
Un altro problema riguardante il confine della Guyana fu quello con il Brasile, verso sud, che venne risolto nel 1904 con l'arbitrato del re d'Italia, dove l'esplorazione di Schomburgk venne presa come esempio.

## Fonti
- Walter LaFeber. "The Background of Cleveland's Venezuelan Policy: A Reinterpretation." The American Historical Review 66 (July 1961), pp. 947–967.
- Lars Schoult. A History of U.S. Policy Toward Latin America (Cambridge: Harvard University Press, 1998).
- (EN) U.S. Department of State, "Venezuela Boundary Dispute, 1895-1899", su state.gov. URL consultato il 26 luglio 2009 (archiviato dall'url originale il 16 luglio 2009).